# Saison 1 de The Leftovers
Chronologie
Saison 2
Cet article présente le guide des épisodes de la première saison de la série télévisée américaine The Leftovers.

## Généralités
- Aux États-Unis, cette saison a été diffusée du 29 juin 2014 au 7 septembre 2014 sur HBO.
- Au Canada, elle a été diffusée en simultané sur HBO Canada.
- En France, elle est diffusée en version sous-titrée, un jour après la diffusion américaine depuis le 30 juin 2014 au 8 septembre 2014 sur OCS City[1].

## Distribution

### Acteurs principaux
- Justin Theroux : Kevin Garvey
- Amy Brenneman : Laurie Garvey
- Margaret Qualley : Jill Garvey
- Chris Zylka : Tom Garvey
- Christopher Eccleston : Matt Jamison
- Liv Tyler : Meg
- Charlie Carver : Scott Frost
- Max Carver : Adam Frost
- Carrie Coon : Nora Durst
- Ann Dowd : Patti Levin
- Michael Gaston : Dean
- Emily Meade : Aimee
- Annie Q : Christine
- Amanda Warren : Lucy Warburton

### Acteurs récurrents
- Paterson Joseph : Holy Wayne
- Janel Moloney : Mary Jamison

## Épisodes

### Épisode 1:Pilote
- États-Unis /  Canada : 29 juin 2014 sur HBO[2] / HBO Canada[3]
- France :
  - 30 juin 2014 sur OCS City (en VOSTFr)
  - 6 décembre 2014 sur OCS City (en VF)
- Québec : 13 octobre 2014 sur Super Écran[4]
- Belgique : 5 janvier 2015 sur Be tv[5]

- États-Unis : 1,77 million de téléspectateurs[6] (première diffusion)

### Épisode 2:Pingouins: 1, Nous: 0
- États-Unis /  Canada : 6 juillet 2014 sur HBO / HBO Canada
- France :
  - 7 juillet 2014 sur OCS City (en VOSTFr)
  - 6 décembre 2014 sur OCS City (en VF)
- Québec : 20 octobre 2014 sur Super Écran
- Belgique : 5 janvier 2015 sur Be tv

- États-Unis : 1,55 million de téléspectateurs[7] (première diffusion)

### Épisode 3:Deux bateaux et un hélicoptère
- États-Unis /  Canada : 13 juillet 2014 sur HBO / HBO Canada
- France :
  - 14 juillet 2014 sur OCS City (en VOSTFr)
  - 13 décembre 2014 sur OCS City (en VF)
- Québec : 27 octobre 2014 sur Super Écran
- Belgique : 12 janvier 2015 sur Be tv

- États-Unis : 1,38 million de téléspectateurs[8] (première diffusion)

### Épisode 4:B.J. et les A.C.
- États-Unis /  Canada : 20 juillet 2014 sur HBO / HBO Canada
- France :
  - 21 juillet 2014 sur OCS City (en VOSTFr)
  - 13 décembre 2014 sur OCS City (en VF)
- Québec : 3 novembre 2014 sur Super Écran
- Belgique : 12 janvier 2015 sur Be tv

- États-Unis : 1,62 million de téléspectateurs[9] (première diffusion)

### Épisode 5:Gladys
- États-Unis /  Canada : 27 juillet 2014 sur HBO / HBO Canada
- France :
  - 28 juillet 2014 sur OCS City (en VOSTFr)
  - 20 décembre 2014 sur OCS City (en VF)
- Québec : 10 novembre 2014 sur Super Écran
- Belgique : 19 janvier 2015 sur Be tv

- États-Unis : 1,59 million de téléspectateurs[10] (première diffusion)

### Épisode 6:invité
- États-Unis /  Canada : 3 août 2014 sur HBO / HBO Canada
- France :
  - 4 août 2014 sur OCS City (en VOSTFr)
  - 20 décembre 2014 sur OCS City (en VF)
- Québec : 17 novembre 2014 sur Super Écran
- Belgique : 19 janvier 2015 sur Be tv

- États-Unis : 1,468 million de téléspectateurs[11] (première diffusion)

### Épisode 7:De l’appui pour les pieds fatigués
- États-Unis /  Canada : 10 août 2014 sur HBO / HBO Canada
- France :
  - 11 août 2014 sur OCS City (en VOSTFr)
  - 27 décembre 2014 sur OCS City (en VF)
- Québec : 24 novembre 2014 sur Super Écran
- Belgique : 26 janvier 2015 sur Be tv

- États-Unis : 1,58 million de téléspectateurs[12] (première diffusion)

### Épisode 8:Cairo
- États-Unis /  Canada : 17 août 2014 sur HBO / HBO Canada
- France :
  - 18 août 2014 sur OCS City (en VOSTFr)
  - 27 décembre 2014 sur OCS City (en VF)
- Québec : 1er décembre 2014 sur Super Écran
- Belgique : 26 janvier 2015 sur Be tv

- États-Unis : 1,636 million de téléspectateurs[13] (première diffusion)

### Épisode 9:Les Garvey au top
- États-Unis /  Canada : 24 août 2014 sur HBO / HBO Canada
- France :
  - 25 août 2014 sur OCS City (en VOSTFr)
  - 3 janvier 2015 sur OCS City (en VF)
- Québec : 8 décembre 2014 sur Super Écran
- Belgique : 2 février 2015 sur Be tv

- États-Unis : 1,85 million de téléspectateurs [14] (première diffusion)

### Épisode 10:Le Retour du fils prodigue
- États-Unis /  Canada : 7 septembre 2014 sur HBO[15]  / HBO Canada
- France :
  - 8 septembre 2014 sur OCS City (en VOSTFr)
  - 3 janvier 2015 sur OCS City (en VF)
- Québec : 15 décembre 2014 sur Super Écran
- Belgique : 2 février 2015 sur Be tv

- États-Unis : 1,53 million de téléspectateurs [16] (première diffusion)